# Astana-Premier Tech w sezonie 2021
Astana-Premier Tech w sezonie 2021 – podsumowanie występów zawodowej grupy kolarskiej Astana-Premier Tech w sezonie 2021, w którym należała ona do dywizji UCI WorldTeams.
Od sezonu 2021 grupa zmieniła nazwę z Astana Pro Team na Astana-Premier Tech po tym jak kanadyjska firma Premier Tech objęła rolę sponsora tytularnego, zwiększając finansowanie po ograniczeniu wsparcia ze strony kazachskiej spółki Samruk-Kazyna. Menedżerem liczącej 31 kolarzy grupy w jej szesnastym sezonie funkcjonowania jest Aleksandr Winokurow.

## Transfery
Opracowano na podstawie:
| Przybyli            | Przybyli                | Odeszli            | Odeszli           |
| Kolarz              | Poprzednia grupa (2020) | Kolarz             | Nowa grupa (2021) |
| ------------------- | ----------------------- | ------------------ | ----------------- |
| Andrea Piccolo      | Team Colpack Ballan     | Miguel Ángel López | Movistar Team     |
| Jewgienij Fiodorow  | Vino-Astana Motors      | Laurens De Vreese  | Alpecin-Fenix     |
| Samuele Battistella | NTT Pro Cycling         | Daniił Fominyk     | –                 |
| Gleb Brusienski     | Vino-Astana Motors      | Żandos Biżygitow   | –                 |
| Benjamin Perry      | Israel Cycling Academy  | Hernando Bohórquez | –                 |
| Matteo Sobrero      | NTT Pro Cycling         |                    |                   |
| Stefan de Bod       | NTT Pro Cycling         |                    |                   |
| Javier Romo         | –                       |                    |                   |

## Skład
Opracowano na podstawie:
| Skład drużyny 2021                       | Skład drużyny 2021   | Skład drużyny 2021 | Skład drużyny 2021                   |
| Imię i nazwisko                          | Data urodzenia       | Państwo            | Poprzednia grupa                     |
| ---------------------------------------- | -------------------- | ------------------ | ------------------------------------ |
| Alex Aranburu                            | 19 września 1995     | Hiszpania          | Caja Rural-Seguros RGA (2019)        |
| Samuele Battistella                      | 14 listopada 1998    | Włochy             | NTT Pro Cycling (2020)               |
| Manuele Boaro                            | 12 marca 1987        | Włochy             | Bahrain-Merida (2018)                |
| Gleb Brusienski                          | 18 kwietnia 2000     | Kazachstan         | Vino-Astana Motors (2020)            |
| Rodrigo Contreras                        | 2 czerwca 1994       | Kolumbia           | EPM (2018)                           |
| Stefan de Bod                            | 17 listopada 1996    | Południowa Afryka  | NTT Pro Cycling (2020)               |
| Jewgienij Fiodorow                       | 16 lutego 2000       | Kazachstan         | Vino-Astana Motors (2020)            |
| Fabio Felline                            | 29 marca 1990        | Włochy             | Trek-Segafredo (2019)                |
| Omar Fraile                              | 17 lipca 1990        | Hiszpania          | Dimension Data (2017)                |
| Jakob Fuglsang                           | 22 marca 1985        | Dania              | RadioShack-Nissan (2012)             |
| Jewgienij Gidicz                         | 19 maja 1996         | Kazachstan         | Vino-Astana Motors (2017)            |
| Jonas Gregaard                           | 30 lipca 1996        | Dania              | Riwal CeramicSpeed (2018)            |
| Dmitrij Gruzdiew                         | 13 marca 1986        | Kazachstan         | Ulan (2008)                          |
| Hugo Houle                               | 27 września 1990     | Kanada             | AG2R La Mondiale (2017)              |
| Ion Izagirre                             | 4 lutego 1989        | Hiszpania          | Bahrain-Merida (2018)                |
| Gorka Izagirre                           | 7 października 1987  | Hiszpania          | Bahrain-Merida (2018)                |
| Merhawi Kudus                            | 23 stycznia 1994     | Erytrea            | Dimension Data (2018)                |
| Aleksiej Łucenko                         | 7 września 1992      | Kazachstan         | Astana Continental (2012)            |
| Davide Martinelli                        | 31 maja 1993         | Włochy             | Deceuninck-Quick Step (2019)         |
| Jurij Natarow                            | 28 grudnia 1996      | Kazachstan         | Astana City (2018)                   |
| Benjamin Perry                           | 7 marca 1994         | Kanada             | Israel Cycling Academy (2020)        |
| Andrea Piccolo (1 sty–31 maj)            | 23 marca 2001        | Włochy             | Colpack-Ballan (2020)                |
| Wadim Pronski                            | 4 czerwca 1998       | Kazachstan         | Vino-Astana Motors (2019)            |
| Óscar Rodríguez                          | 6 maja 1995          | Hiszpania          | Euskadi Basque Country-Murias (2019) |
| Javier Romo                              | 6 stycznia 1999      | Hiszpania          | Baqué Ideus BH (2020)                |
| Luis León Sánchez                        | 24 listopada 1983    | Hiszpania          | Caja Rural-Seguros RGA (2014)        |
| Matteo Sobrero                           | 14 maja 1997         | Włochy             | NTT Pro Cycling (2020)               |
| Nikita Stalnow                           | 14 września 1991     | Kazachstan         | Astana City (2016)                   |
| Harold Tejada                            | 27 kwietnia 1997     | Kolumbia           | Medellín (2019)                      |
| Aleksandr Własow                         | 23 kwietnia 1996     | Rosja              | Gazprom-RusVelo (2019)               |
| Artiom Zacharow                          | 27 października 1991 | Kazachstan         | Seven Rivers (2015)                  |
|                                          |                      |                    |                                      |
| Źródła: ProCyclingStats Cycling Archives |                      |                    |                                      |

## Zwycięstwa
Opracowano na podstawie:
| Zwycięstwa | Zwycięstwa                                         | Zwycięstwa | Zwycięstwa | Zwycięstwa          | Zwycięstwa |
| Data       | Wyścig                                             | Państwo    | Kategoria  | Zwycięzca           |            |
| ---------- | -------------------------------------------------- | ---------- | ---------- | ------------------- | ---------- |
| 6 kwi      | Vuelta al País Vasco, 2. etap                      | Hiszpania  | 2.UWT      | Alex Aranburu       |            |
| 8 kwi      | Vuelta al País Vasco, 4. etap                      | Hiszpania  | 2.UWT      | Ion Izagirre        |            |
| 2 cze      | Critérium du Dauphiné, 4. etap                     | Francja    | 2.UWT      | Aleksiej Łucenko    |            |
| 17 cze     | Mistrzostwa Rosji – jazda indywidualna na czas     | Rosja      | CN         | Aleksandr Własow    |            |
| 18 cze     | Mistrzostwa Hiszpanii – jazda indywidualna na czas | Hiszpania  | CN         | Ion Izagirre        |            |
| 18 cze     | Mistrzostwa Włoch – jazda indywidualna na czas     | Włochy     | CN         | Matteo Sobrero      |            |
| 19 cze     | Mistrzostwa Kazachstanu – start wspólny            | Kazachstan | CN         | Jewgienij Fiodorow  |            |
| 20 cze     | Mistrzostwa Hiszpanii – start wspólny              | Hiszpania  | CN         | Omar Fraile         |            |
| 25 cze     | Mistrzostwa Erytrei – jazda indywidualna na czas   | Erytrea    | CN         | Merhawi Kudus       |            |
| 25 lip     | Prueba Villafranca-Ordiziako Klasika               | Hiszpania  | 1.1        | Luis León Sánchez   |            |
| 10 wrz     | Mistrzostwa Kanady – jazda indywidualna na czas    | Kanada     | CN         | Hugo Houle          |            |
| 11 paź     | Coppa Agostoni                                     | Włochy     | 1.1        | Aleksiej Łucenko    |            |
| 17 paź     | Veneto Classic                                     | Włochy     | 1.1        | Samuele Battistella |            |

## Ranking UCI
| Ranking UCI | Ranking UCI         | Ranking UCI       | Ranking UCI |
| Kolarz      | Kolarz              | Państwo           | Punkty      |
| ----------- | ------------------- | ----------------- | ----------- |
| 35.         | Aleksandr Własow    | Rosja             | 1241 pkt    |
| 39.         | Aleksiej Łucenko    | Kazachstan        | 1230 pkt    |
| 55.         | Ion Izagirre        | Hiszpania         | 953 pkt     |
| 94.         | Alex Aranburu       | Hiszpania         | 702 pkt     |
| 97.         | Jakob Fuglsang      | Dania             | 660 pkt     |
| 150.        | Luis León Sánchez   | Hiszpania         | 405 pkt     |
| 159.        | Samuele Battistella | Włochy            | 385 pkt     |
| 214.        | Óscar Rodríguez     | Hiszpania         | 303 pkt     |
| 218.        | Matteo Sobrero      | Włochy            | 297 pkt     |
| 224.        | Merhawi Kudus       | Erytrea           | 293 pkt     |
| 306.        | Omar Fraile         | Hiszpania         | 208 pkt     |
| 352.        | Hugo Houle          | Kanada            | 180 pkt     |
| 433.        | Stefan de Bod       | Południowa Afryka | 141 pkt     |
| 453.        | Gorka Izagirre      | Hiszpania         | 133 pkt     |
| 468.        | Javier Romo         | Hiszpania         | 127 pkt     |
| 484.        | Jewgienij Fiodorow  | Kazachstan        | 123 pkt     |
| 527.        | Wadim Pronski       | Kazachstan        | 106 pkt     |
| 573.        | Fabio Felline       | Włochy            | 96 pkt      |
| 601.        | Jewgienij Gidicz    | Kazachstan        | 90 pkt      |
| 652.        | Artiom Zacharow     | Kazachstan        | 80 pkt      |
| 683.        | Jurij Natarow       | Kazachstan        | 76 pkt      |
| 710.        | Jonas Gregaard      | Dania             | 74 pkt      |
| 1189.       | Rodrigo Contreras   | Kolumbia          | 30 pkt      |
| 1190.       | Harold Tejada       | Kolumbia          | 30 pkt      |
| 2299.       | Gleb Brusienski     | Kazachstan        | 4 pkt       |
| 2301.       | Benjamin Perry      | Kanada            | 4 pkt       |
| 2336.       | Manuele Boaro       | Włochy            | 3 pkt       |
| 2339.       | Davide Martinelli   | Włochy            | 3 pkt       |
| 2950.       | Nikita Stalnow      | Kazachstan        | 0 pkt       |